# (35825) 1999 JL53
1999 JL53 (asteroide 35825) é um asteroide da cintura principal. Possui uma excentricidade de 0.11365450 e uma inclinação de 6.02174º.
Este asteroide foi descoberto no dia 10 de maio de 1999 por LINEAR em Socorro.